# Температурний ступінь
Температурний ступінь (рос. температурная ступень; англ. temperature degree; нім. Temperaturstoss m) – величина, обернена до температурного градієнта (геофізика). Температурний ступінь показує, на скільки зростає заглиблення в надра Землі при підвищенні температури на 1 К.